# Бенін на Чемпіонаті світу з водних видів спорту 2015
Бенін взяв участь у Чемпіонаті світу з водних видів спорту 2015, який пройшов у Казані (Росія) від 24 липня до 9 серпня.

## Плавання
Бенінські плавці виконали кваліфікаційні нормативи в дисциплінах, які наведено в таблиці (не більш як 2 плавці на одну дисципліну за часом нормативу A, і не більш як 1 плавець на одну дисципліну за часом нормативу B):
Чоловіки
| Спортсмен   | Дисципліна           | Попередній заплив | Попередній заплив | Півфінал        | Півфінал        | Фінал           | Фінал           |
| Спортсмен   | Дисципліна           | Час               | Місце             | Час             | Місце           | Час             | Місце           |
| ----------- | -------------------- | ----------------- | ----------------- | --------------- | --------------- | --------------- | --------------- |
| Жюль Бессан | 50 м вільним стилем  | 27.24             | =94               | Завершив виступ | Завершив виступ | Завершив виступ | Завершив виступ |
| Жюль Бессан | 50 m butterfly       | 31.53             | 77                | Завершив виступ | Завершив виступ | Завершив виступ | Завершив виступ |
| Алуа Дансу  | 100 м вільним стилем | 59.58             | 105               | Завершив виступ | Завершив виступ | Завершив виступ | Завершив виступ |

Жінки
| Спортсменка   | Дисципліна          | Попередній забіг | Попередній забіг | Півфінал         | Півфінал         | Фінал            | Фінал            |
| Спортсменка   | Дисципліна          | Час              | Місце            | Час              | Місце            | Час              | Місце            |
| ------------- | ------------------- | ---------------- | ---------------- | ---------------- | ---------------- | ---------------- | ---------------- |
| Ларайба Сейбу | 50 м вільним стилем | 37.67            | 108              | Завершила виступ | Завершила виступ | Завершила виступ | Завершила виступ |
| Ларайба Сейбу | 50 м брасом         | DSQ              | DSQ              | Завершила виступ | Завершила виступ | Завершила виступ | Завершила виступ |